# Nova Cruz
Nova Cruz este un oraș în Rio Grande do Norte (RN), Brazilia.